# Азиатский маршрут AH9
Маршрут AH9 (Asian Highway 9) один из основных маршрутов международной азиатской сети, связывающий Восточную Европу с Китаем. Длина — 9222 км (5730 миль). Проходит по территориям России, Казахстана и Китая.
Начинается от кольцевой автомобильной дороги вокруг Санкт-Петербурга, далее Великий Новгород — Тверь — Москва — Владимир — Муром — Арзамас — Ульяновск — Тольятти — Самара — Бузулук — Оренбург — Сагарчин — Жайсан — Актобе — Кызылорда — Шымкент — Тараз — Алма-Ата — Хоргос — Урумчи — Ляньюньган.

## Маршрут

### Россия
- М11 «Нева»
- Санкт-Петербург
- Великий Новгород
- Тверь
- А113 «ЦКАД»
- Москва
- М12
- Владимир
- Муром
- Арзамас
- А151
- Ульяновск
- М5 «Урал»
- Тольятти
- Р229
- Самара
- М5 «Урал»
- Бузулук
- Оренбург
- Р239
- Сагарчин

### Казахстан
- А24
- Актобе
- М32
- Актобе
- Кызылорда
- Шымкент
- А2
- Тараз
- А350
- Алма-Ата
- А353
- Сарыозек

### Китай
- Хоргос
- Урумчи
- Ляньюньган